# Bitwa w Dżudajdat al-Fadl
Bitwa w Dżudajdat al-Fadl – szturm sił rządowych na Dżudajdat al-Fadl pod Damaszkiem w dniach 16–21 kwietnia 2013 podczas wojny domowej. Walki zakończyły się zwycięstwem sił rządowych, okupionym śmiercią niemal 500 osób z obu stron.

## Bitwa
16 kwietnia 2013 Gwardia Republikańska oraz 555. Brygada Powietrzna i 153. Brygada Artyleryjska walczące w Damaszku i na jego przedmieściach ruszyły na miasto Dżudajdat al-Fadl, będące pod pełną kontrolą syryjskich rebeliantów i islamistów. Jednak miasto zamieszkiwała ludność przychylna reżimowi Asada przez co dochodziło do morderstw na cywilach wykonywanych przez bojowników.
W czasie ataku w którym udział wzięło 3000 żołnierzy lojalnych wobec prezydenta Asada, miasto było bronione przez snajperów Wolnej Armii Syrii, którzy z zabudowy strzelali do próbujących przedostać się do miasta żołnierzy. W ten sposób zabito kilkunastu wojskowych, uprowadzono również 20 żołnierzy i 50 cywilów pomagających żołnierzom. Jednak po kilkurodzinnych walkach armia wyeliminowała większość snajperów, którzy bronili bram miasta, dzięki czemu siły rządowe wjechały do miasta, gdzie wybuchły zacięte walki z trzystoma broniącymi rebeliantów miasta. Zginęło wówczas 80 powstańców przebywających w centrum Dżudajdat al-Fadl. 17 kwietnia 2013 podczas walk o pozycje w mieście zginęło kilkunastu żołnierzy oraz 40 bojowników.
Kolejnego dnia rebelianci zarządzili odwrót z dwóch dzielnic miasta, przez co armia weszła do najbardziej niebezpiecznej dzielnicy, gdzie po zabiciu 70 rebeliantów i pojmaniu wielu innych, opozycjoniści wycofali się. Podczas przeczesywania czwartego strategicznego punktu w mieście siły rządowe natknęły się na masowy grób ze spalonymi zwłokami. Jednak władze odrzuciły te oskarżenia i według nich za egzekucje odpowiedzialni byli partyzanci, którzy podczas odwrotu mordowali cywilów i pojmanych żołnierzy.
W czasie badań wykopalisk przez armię, teren grobowca został zaatakowany przez powstańców, którzy ostrzelali pozycje wroga pociskami przeciwpancernymi RPG i moździerzowymi. armia odpowiedziała artylerią i siłami pancernymi. Podczas kontruderzenia zginął przywódca rebeliantów Muhammad Dżamil Naufal. Ponadto skonfiskowano wiele broni, pozostawionej przez rebeliantów.
21 kwietnia 2013 po sześciodniowej bitwie siły rządowe zdobyły kontrolę nad miastem Dżudajdat al-Fadl na południe od Damaszku. Podczas walk udokumentowano śmierć 101 osób, jednak według organizacji SOHR w szturmie zginęło co najmniej 250 osób. Z kolei Lokalne Komitety Koordynacyjne podały, że siły Asada w mieście Dżudajdat al-Fadl oraz Dżudajdat Artuz, zamieszkałym głównie przez chrześcijan i Druzów, pozbawiły życia 482 osób, ok. 250 cywilów i 200 rebeliantów.
Był to najgwałtowniejszy szturm sił rządowych na miasto kontrolowane przez rebeliantów w muhafazie damesceńskiej od czasu masakry w Darajji z końca sierpnia 2012.